# قایق اژدر افکن آلباتروس

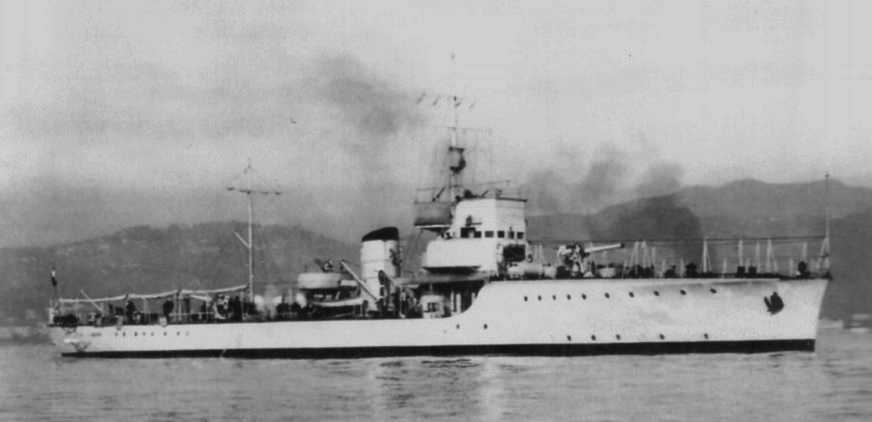

قایق اژدر افکن آلباتروس (به انگلیسی: Italian torpedo boat Albatros) یک زیردریایی بود که طول آن 70.5 m بود. این زیردریایی در سال ۱۹۳۴ ساخته شد.